# Jet Haak
Henriëtte (Jet) Augusta van Eek (Batavia, 10 april 1894 - Reichenbach, concentratiekamp Groß-Rosen, 6 december 1944) was een Nederlandse verzetsvrouw in de Tweede Wereldoorlog.

## Biografie
Jet Haak was de echtgenote van Jur Haak sr. en moeder van wiskundestudent Jur jr. (1919), kinderverzorgster Mieke (1920), maatschappelijk werker Tineke (1922), kunsthistoricus Bob (1926) en Floor (1932). Jur Haak sr. was een bekende voetballer en atleet die na zijn sportcarrière werkzaam was als leraar wis- en natuurkunde aan het Amsterdams Lyceum, het Amsterdams Avondlyceum en het Montessori Lyceum Amsterdam (MLA). Hij was een van de oprichters van het MLA. Haar broer Wim van Eek voetbalde ook. Jet Haak was actief in het maatschappelijk werk voor de doopsgezinde broedergemeente te Amsterdam.

## Verzetswerk
Jet Haak had als maatschappelijk werker en lid van de doopsgezinde gemeente veel connecties, waardoor ze onderduikadressen wist te verzorgen voor met name Joodse kinderen. Ze werkte onder andere samen met de Groep 2000 van Jacoba van Tongeren. Hun etage aan de De Lairessestraat te Amsterdam was een doorgangshuis voor onderduikers. Daarnaast nam ze twee Joodse kleuters in huis, de zusjes Gross.
Om het verzetswerk te bekostigen verkochten de leden van het gezin Haak gedichten, waaronder Het lied der achttien dooden van Jan Campert. In 1943 werd zoon Bob tijdens het wegbrengen van deze gedichten opgepakt. Bij de inval van de Sicherheitsdienst daarop in zijn ouderlijk huis, werden stapels bonkaarten en verzetsgedichten gevonden. Jet en Jur Haak werden gearresteerd en opgesloten in de gevangenis aan de Amstelveenseweg. Zij werden naar Kamp Vught gebracht, waar Jet Haak in het Philips-Kommando werd tewerkgesteld. Vanaf begin 1944 vervulde zij in Vught een moederrol voor de jongere vrouwen. Een van hen was Mieke Steensma, die later een van haar dochters naar Haak vernoemde.
In september 1944 werden Jet en Jur Haak naar Duitse concentratiekampen gedeporteerd. Jur Haak stierf in concentratiekamp Sachsenhausen, Jet Haak kwam in een buitencommando van concentratiekamp Groß-Rosen om het leven door malaria.
Tineke Haak bleef ook na de arrestatie van haar ouders actief in de  Amsterdamse Studenten Groep (ASG). De ASG hield zich bezig met het laten onderduiken van Joodse kinderen, in naoorlogse bronnen aangeduid als het 'kinderwerk’. Jur Haak jr. trok zich terug uit de ASG om voor zijn jongere broers Bob en Floor te zorgen. Hij nam de lesuren van zijn vader op het Montessori Lyceum over met het oog op inkomsten voor het gezin Haak, hoewel hij juist in de zomer van 1943 was benaderd door zijn vriend, de Utrechtse student Jan Meulenbelt voor het realiseren van een structurele oplossing om Joodse kinderen te laten onderduiken. In Utrecht had Jan Meulenbelt daartoe samen met Rut Matthijsen het Utrechts Kindercomité opgericht.

## Eerbetoon
Jet Haak is vermeld op de Erelijst van Gevallenen 1940-1945. Zij wordt ook genoemd op het monument Vrouwen uit het verzet (1999) in Heerhugowaard. In deze gemeente werd de straat H.A. Haak-van Eektuin naar haar vernoemd.